# 제시카 키나 윈

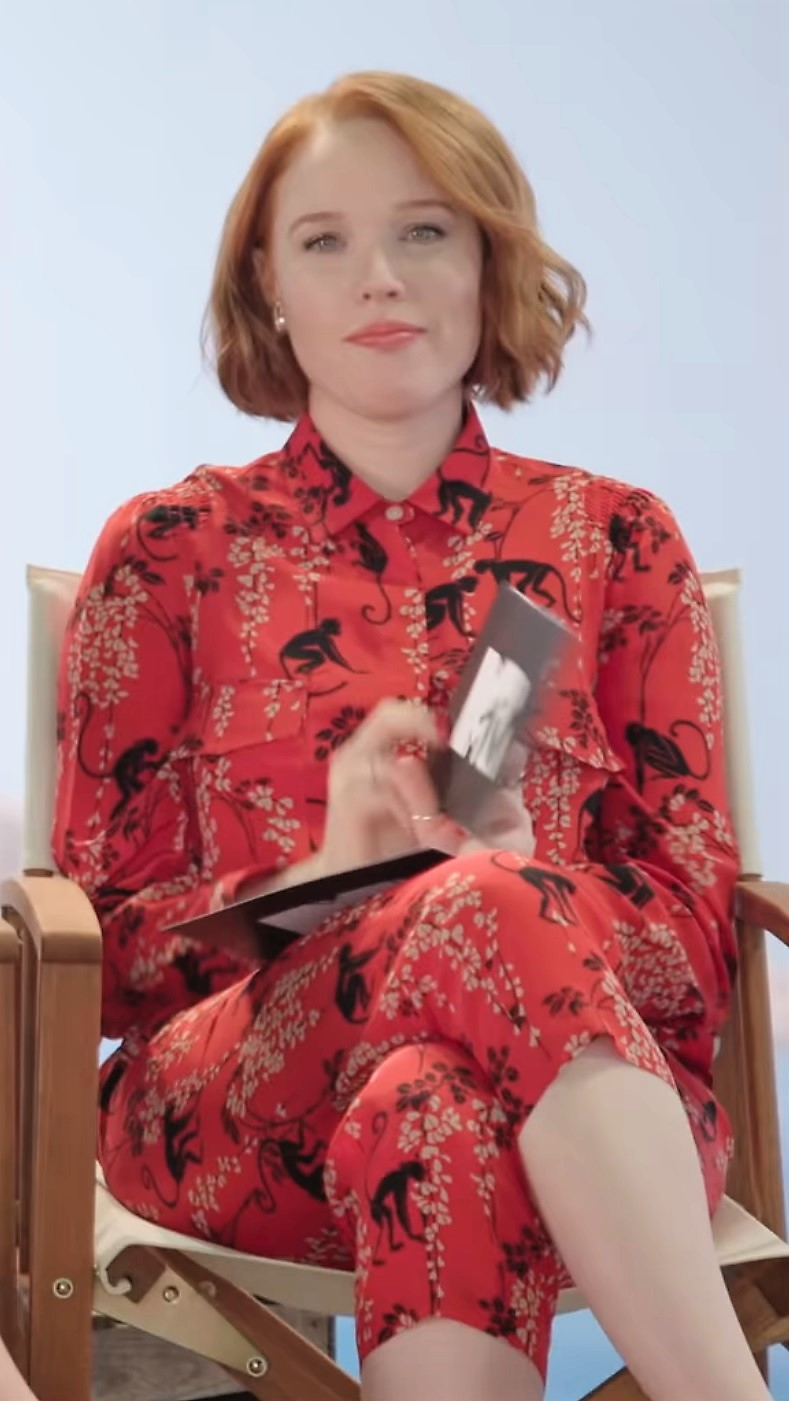

제시카 키나 윈(Jessica Keenan Wynn, 1986년 6월 12일 ~ )은 미국의 배우, 영화배우, 연극 배우이다.
로스앤젤레스에서 태어났다.

## 영화
- 맘마미아!2 (2018년) - 젊은 타냐 역